# Camilla von Bukovics

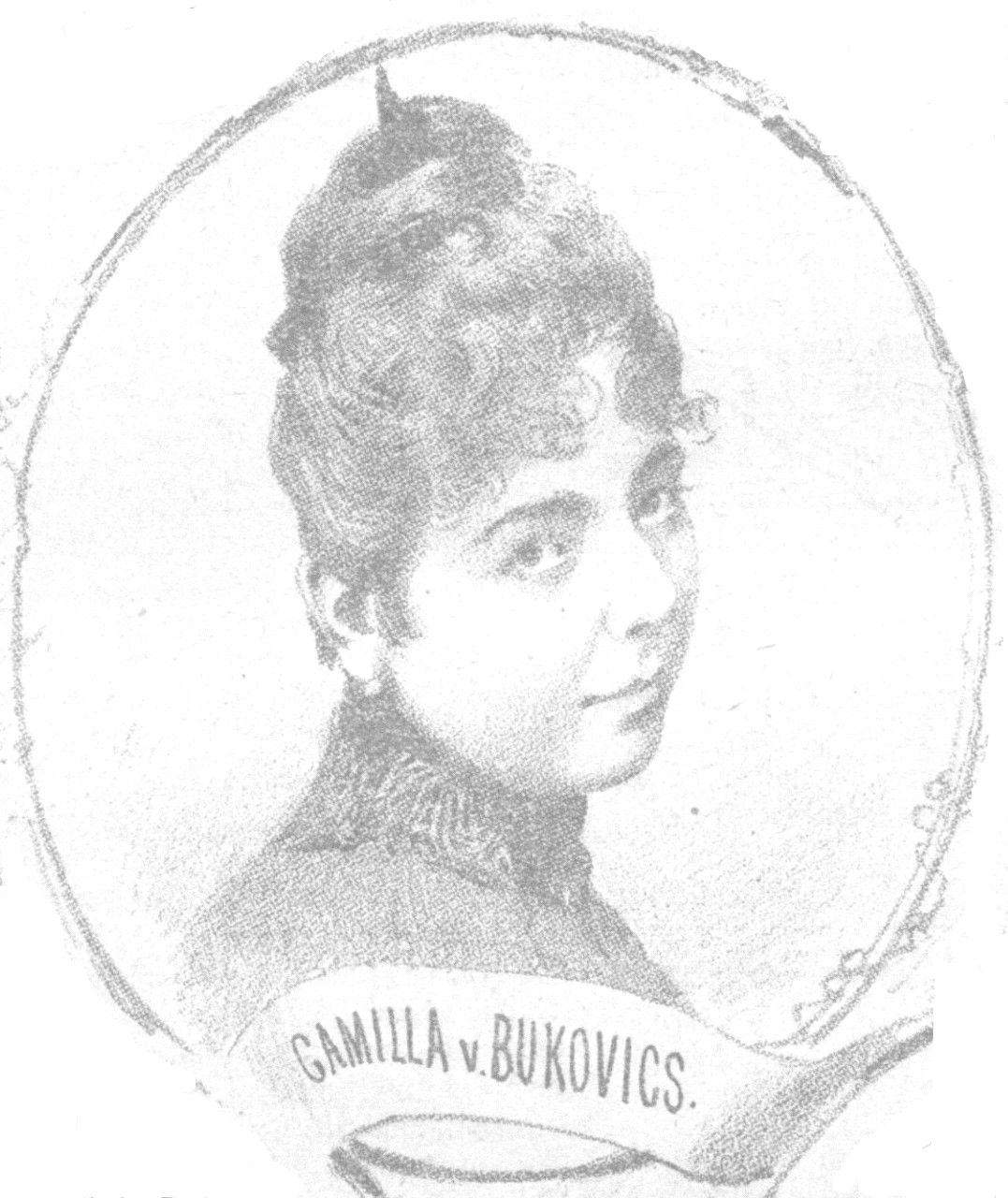
Camilla von Bukovics im Jahre 1889

Camilla von Bukovics von Kiss-Alacska (1869 in Berlin – 1935) war eine österreichische Theaterschauspielerin.

## Leben
Camilla von Bukovics war Schülerin des Wiener Konservatoriums und ihres Vaters, des Schauspielers Karl von Bukovics und war unter der Direktion Carl Tatarczy am Carltheater engagiert. 1889 trat sie als muntere Liebhaberin in den Verband des Hoftheaters in Wien. Dort verblieb sie vermutlich bis mindestens 1902, ihr weiterer Lebensweg ist unbekannt.
Ihre Schwester war die Schauspielerin Christine von Bukovics.